# Blue Dart Aviation
Blue Dart Aviation Ltd. (mã IATA = BZ, mã ICAO = BDA) là hãng hàng không chuyên vận chuyển hàng hóa của Ấn Độ, trụ sở ở Chennai. Hãng có các căn cứ ở Sân bay quốc tế Chennai, Sân bay quốc tế Bengaluru, Sân bay quốc tế Netaji Subhash Chandra Bose và Sân bay quốc tế Indira Gandhi. Hãng đảm nhận việc vận chuyển hàng hóa tốc hành ban đêm tới 7 sân bay trong nước và cũng có các chuyến bay thuê bao trong vùng.

## Lịch sử
Blue Dart Aviation được Công ty "Blue Dart Express" (Tushar Jani, Khushroo Dubash và Clyde Cooper) thành lập ngày 31.5.1994 và bắt đầu hoạt động từ ngày 17.6.1996. Nay Blue Dart Aviation do công ty DHL của Đức nắm đa số cổ phần.

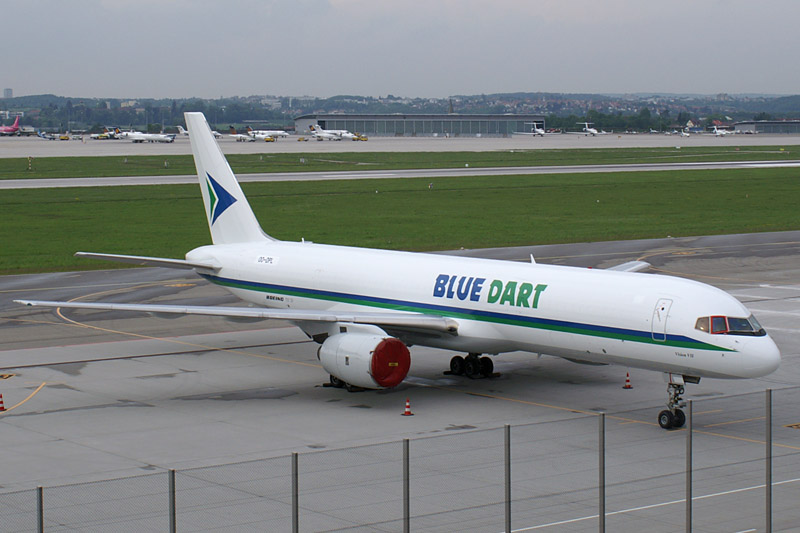
Máy bay Boeing 737-200 của Blue Dart Aviation

## Các nơi đến
(Tháng 1/2005):
- Ahmedabad
- Bangalore
- Chennai
- Delhi
- Hyderabad
- Kolkata
- Mumbai

## Đội máy bay
(Tháng 10/2007):
- 4 Boeing 737-200SF
- 3 Boeing 757-200SF